# 281 a. C.
El año 281 a. C. fue un año del calendario romano prejuliano. En el Imperio romano se conocía como el Año 473 Ab urbe condita.

## Acontecimientos
- Batalla de Corupedio: los dos últimos diádocos restantes, Seleuco I Nicátor y Lisímaco de Tracia, se enfrentan en Asia Menor. La batalla termina con la victoria del primero y la muerte del segundo.
- Ptolomeo Cerauno sube al trono de Macedonia tras conspirar y asesinar al rey seléucida Seleuco I Nicátor.
- Antíoco I Sóter, hijo de Seleuco, sube al trono del Imperio Seléucida

## Fallecimientos
- Lisímaco de Tracia muere en una batalla contra Seleuco I Nikátor .
- Seleuco I Nicátor, oficial macedonio de Alejandro Magno y fundador de la dinastía seléucida de Egipto (n. 358 a. C.)